# Don (Amblar-Don)
Don è una frazione del comune di Amblar-Don, in provincia autonoma di Trento. Fino al 31 dicembre 2015 ha costituito un comune autonomo.

## Geografia fisica

### Territorio

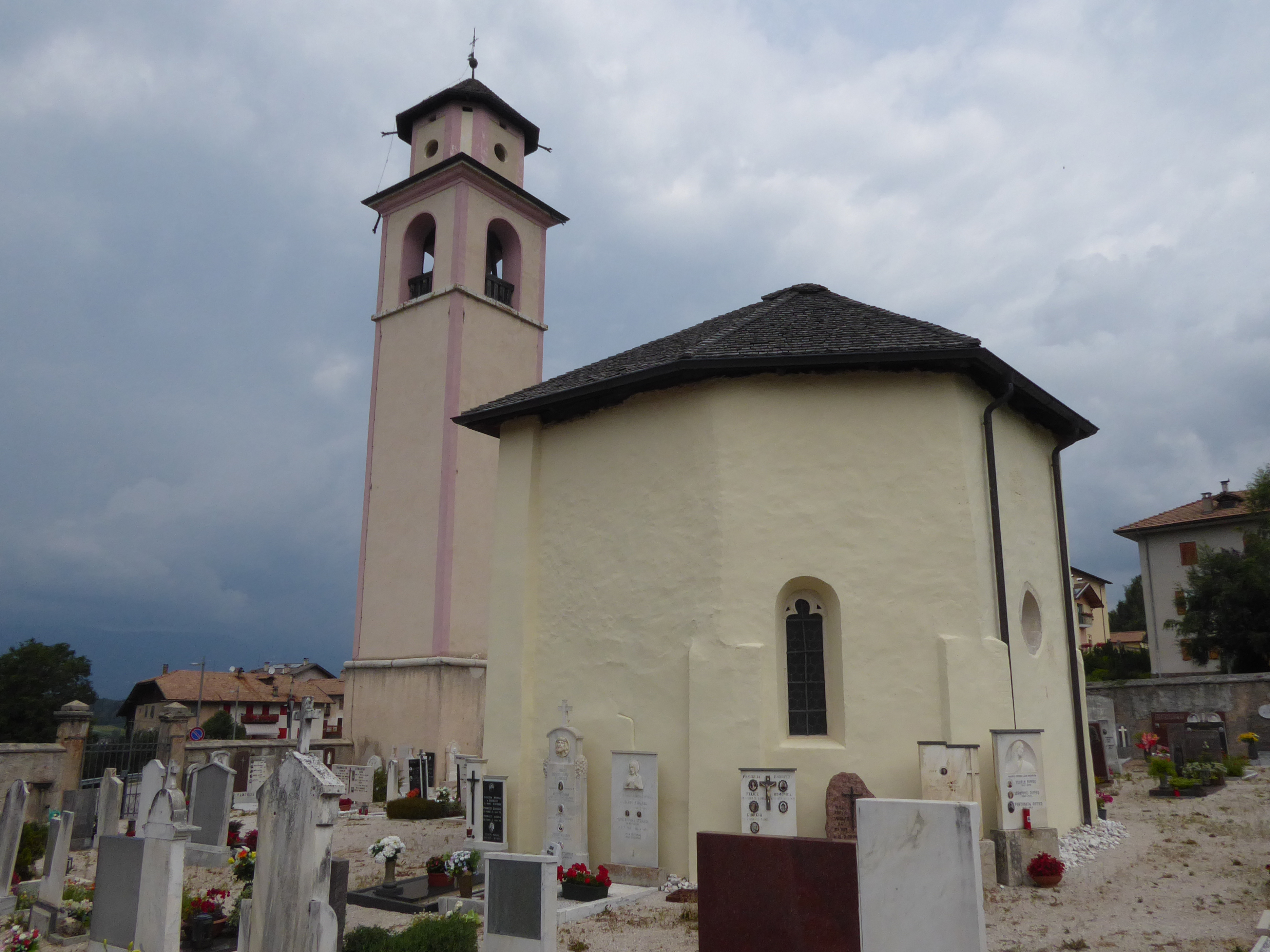
Il cimitero, con il campanile e la cappella di Santa Brigida, unici elementi restanti dell'antica chiesa di Don

È situata in val di Non, adagiata su di un altopiano morenico, sulle ultime pendici del monte Roen lungo la Costiera della Mendola, in una posizione isolata rispetto alle grandi vie di comunicazione.
Il suo catasto è quel triangolo di terra che va da Valle Avena alla cima Roen, scendendo poi obliquamente al Bus dal Zot, e al Pra dal Ors per risalire quindi lungo il Rio San Romedio, Moscabio fino alla località Nuzari.

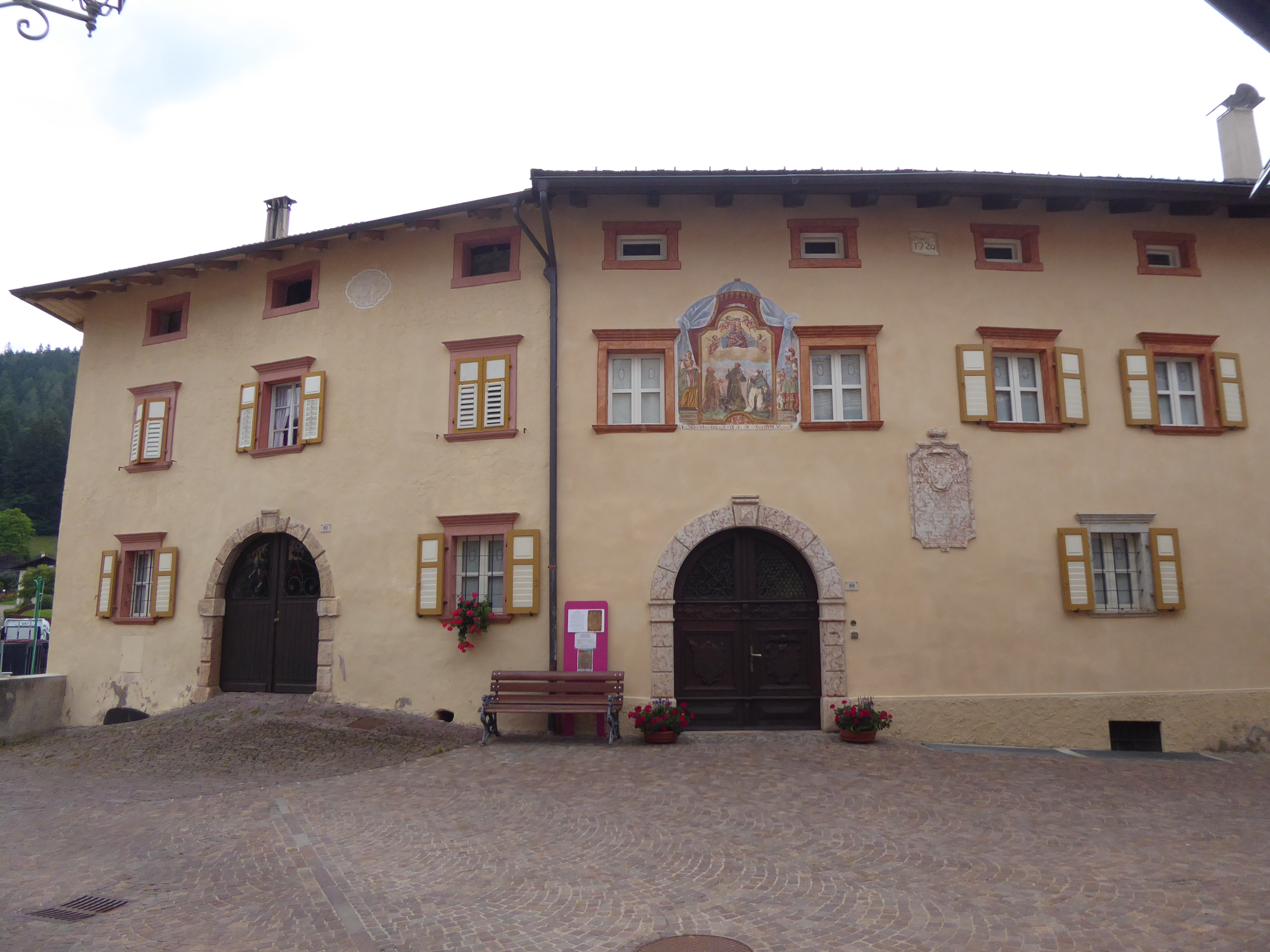
La casa di famiglia di Celestino Endrici

Per giungere al paese le uniche "strade" percorribili erano delle mulattiere da percorrere coi carri che risalivano delle vallete, come la strada dei mulini che congiungeva Don e Cavareno, la "Stradazza" che congiungeva Don e Amblar.

## Storia
Nel 1928 per interessamento dell'arcivescovo Endrici ci fu la costruzione di una nuova strada che ricalcava in parte il percorso della vecchia strada dei mulini. La strada fu progettata da Vittorio Franch e Domenico Stanchina, con il finanziamento del 20% della provincia e il 40% dello stato.
Nel 1967 ci fu la costruzione di due arditissimi ponti che diedero sviluppo economico al paese. Nonostante i tempi siano cambiati, questo paese mantiene uno stile di vita tutt'altro che sfrenato. Don trova le sue attività economiche nella lavorazione del legno e nelle piccole e medie imprese; la lavorazione del legno è favorita dalla presenza in zona di abbondante legname tipicamente alpino come larice, faggio, abete bianco e rosso, pini.
Da un punto di visita demografico si assiste ad un notevole aumento di nascite.

### Simboli

Vecchio stemma comunale

Lo stemma e il gonfalone erano stati approvati con D.G.P. del 7 luglio 1989 n. 7759.
Gonfalone
Benché sia stato approvato, il gonfalone non è mai stato realizzato.

## Monumenti e luoghi d'interesse

### Architetture religiose
- Chiesa di Santa Brigida, parrocchiale.

## Società

### Evoluzione demografica
Abitanti censiti

### Ripartizione linguistica
Nel censimento del 2001, 30 abitanti dell'allora comune si sono dichiarati "ladini".

## Amministrazione
Nel 2016 è aggregato al comune di Amblar, dando vita al nuovo comune di Amblar-Don.

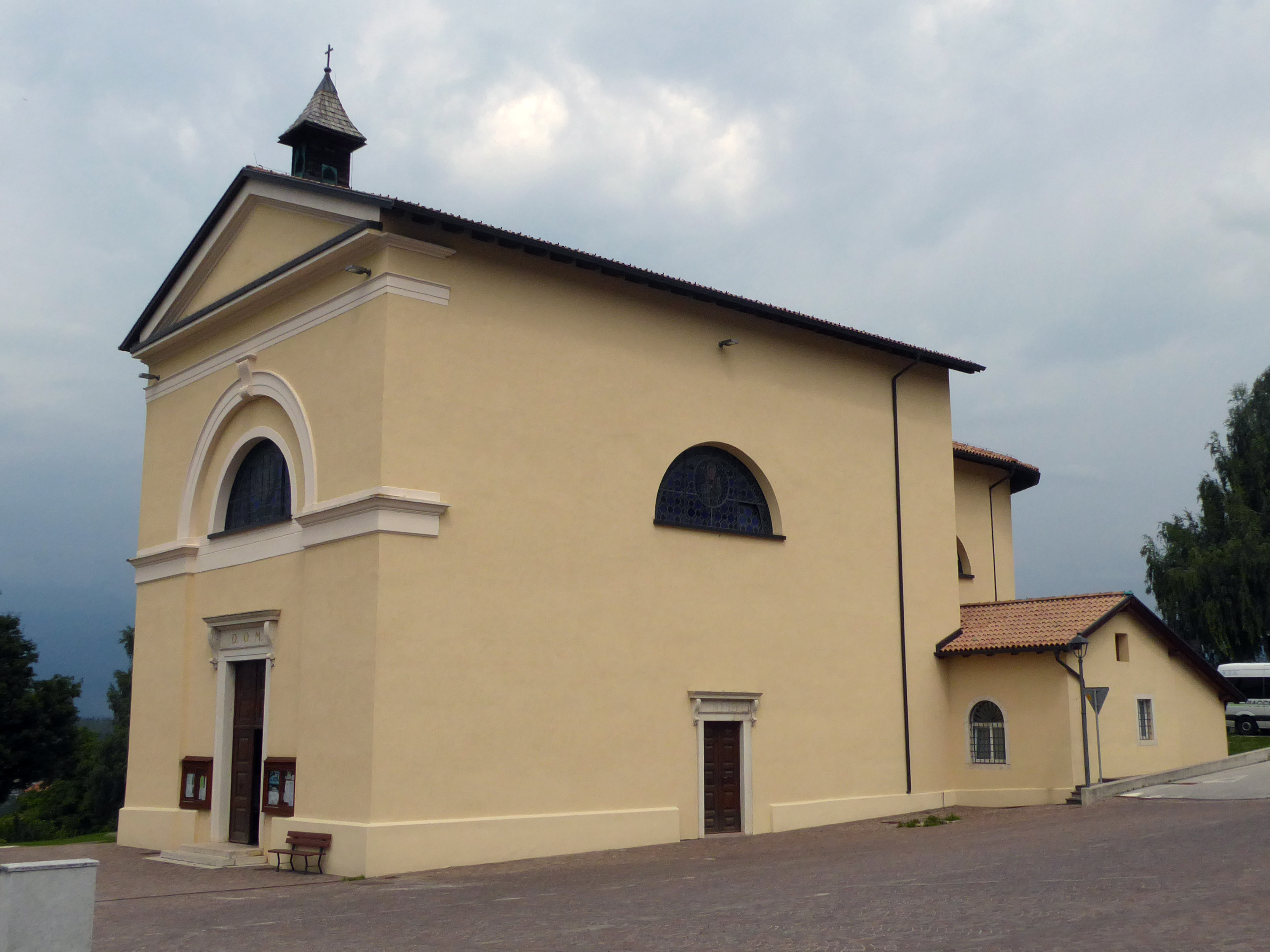
La nuova chiesa di Santa Brigida